# Subcontinent

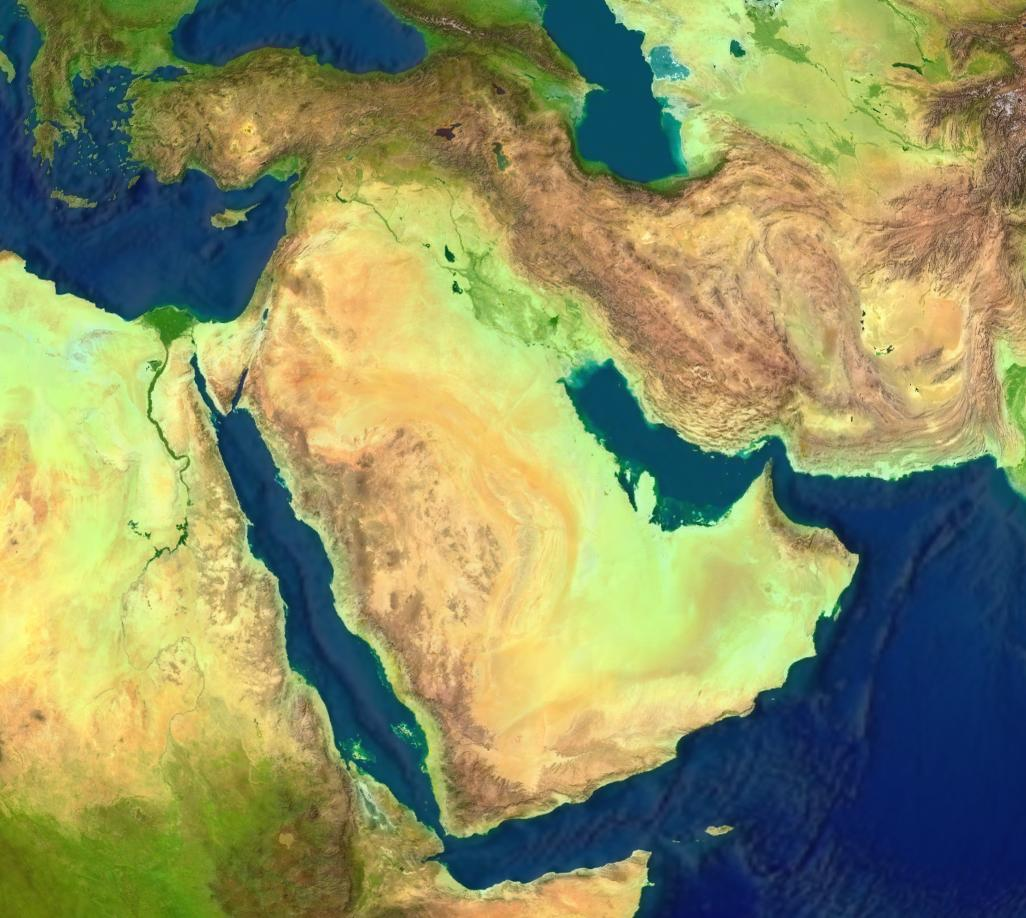
Het Arabisch Schiereiland kan ook als subcontinent worden gezien.

Een subcontinent is een (groot) deel van een continent. Het heeft iets weg van een schiereiland. 
Het bekendste voorbeeld is het Indische subcontinent. Als er over 'het subcontinent' gesproken wordt, wordt daar vrijwel altijd India mee bedoeld. Door beweging van de aardschollen is de schol India, die ooit door oceaan omringd werd, tegen Azië aan gedreven. Het resultaat van deze 'continentenbotsing' is het Himalaya-gebergte, met de hoogste bergtoppen ter wereld. Het Arabisch Schiereiland kan ook als subcontinent gezien worden. 
De tegenhanger van een subcontinent is een supercontinent, dat juist meerdere continenten omvat.